# ميسترو كلارك
ميسترو كلارك (بالإنجليزية:Mystro Clark) هو ممثل ومقدم تلفزيوني وكوميديان أمريكي من مواليد 24 ديسمبر 1966 في دايتون، أوهايو. اشتهر بتقديمه برنامج سول ترين لفترة قصيرة بعد رحيل دون كورنيليوس.  

## الحياة المهنية
بدأ ميسترو كلارك مسيرته في الكوميديا والتمثيل في أوائل التسعينيات، وشارك في عدة عروض تلفزيونية منها:
- Soul Train كمقدم (1997–1999)
- مسلسل The Newz
- برنامج Comic View على BET

كما ظهر في بعض الأفلام والبرامج الخاصة بالمسابقات الترفيهية.

## في "سول ترين"
تم اختيار ميسترو كلارك لتقديم برنامج سول ترين بعد انسحاب المقدم الأصلي دون كورنيليوس، حيث تولى المهمة بين عامي 1997 و1999، قبل أن يتم استبداله لاحقًا بـ شيمار مور.

## روابط خارجية
- صفحة ميسترو كلارك في IMDb

## وصلات خارجية
1. ↑  "MC100 – Official Website of Mystro Clark". mc100.org (بالإنجليزية). Archived from the original on 2025-03-17. Retrieved 2025-05-08.
2. ↑  "Mystro Clark - IMDb". IMDb (بالإنجليزية). Archived from the original on 2024-12-05. Retrieved 2025-05-08.